# Raphaël Pujazon
Raphaël Pujazon   (El Campillo, 12 de febrer de 1918 - Alèst, 22 de febrer de 2000) fou un atleta francès, d'origen espanyol. S'especialitzà en curses de mig fons, fons i camp a través, i va competir entre finals de la dècada de 1930 i començaments de la de 1950.
El 1948 va prendre part en els Jocs Olímpics d'Estiu de Londres, on disputà, sense sort, la final de la prova del 3.000 metres obstacles del programa d'atletisme.
En el seu palmarès destaca una medalla d'or en la prova dels 3.000 metres obstacles del Campionat d'Europa d'atletisme de 1946, per davant dels suecs Erik Elmsäter i Tore Sjöstrand. En pista guanyà sis campionats nacionals: un en 1.500 metres (1944), quatre en els 5.000 metres (1941, 1942, 1944 i 1946) i un en els 3.000 metres obstacles (1948). D'aquesta darrera prova va millorar dues vegades el rècord nacional.
Com a corredor de cros guanyà sis campionats nacionals, dues edicions del Cros de L'Humanité (1945 i 1946), i dos títols individuals (1946 i 1947) i quatre per equips (1946, 1947, 1949 i 1950) al Cros de les Nacions.

## Millors marques
- 1.500 metres. 3' 53.3" (1946)
- 5.000 metres. 14' 37.9" (1946)
- 3.000 metres obstacles. 9' 01.4" (1946)[6]